# Lorenzana
Lorenzana è una frazione del comune italiano sparso di Crespina Lorenzana, nella provincia di Pisa, in Toscana.
Fino al 31 dicembre 2013 ha costituito comune autonomo, comprendente anche le frazioni di Laura, Tremoleto, La Casa e Collealberti. Dal 1º gennaio 2014 si è fuso con Crespina per formare il nuovo comune di Crespina Lorenzana.

## Geografia fisica
(Attilio Zuccagni-Orlandini, Indicatore topografico della Toscana granducale, 1856)
 Alla base della collina su cui sorge il paese di Lorenzana scorre il fiume Tora.

## Origini del nome
Il toponimo è attestato per la prima volta nel X secolo come Laurentiana e deriva dal nome di persona latino Laurentius.

## Storia
Le prime notizie su Lorenzana sono riconducibili secolo decimo, da alcune pergamene dell'Archivio Arcivescovile di Pisa, risalenti agli anni 937 e 934. Trattano entrambe di beni concessi ad enfiteusi dai vescovi di Pisa per conto della loro cattedrale. la quale possedeva in Val di Tora, e diversi terreni posti lungo il torrente Rigane, fra Lorenzana e Tremoleto. Ai tempi della Repubblica Pisana Lorenzana fece parte come rocca del capitanato delle Colline superiori, di cui Lari era la guida principale. Il castello di Lorenzana si assoggettò e prestò giuramento di fedeltà alla Repubblica Fiorentina il 20 ottobre 1406. Gli uomini di Lorenzana compilarono insieme con quelli di Crespina nel 1416, i loro statuti da essi rinnovati nel 1543. Gli uomini di Lorenzana nel 1433, e di nuovo nel 1496, si ribellarono con altri paesi del contado pisano ai Fiorentini, i quali furono ben presto soffocarono queste rivolte. Nel 1491, la giurisdizione del castello di Lorenzana passò sotto il vicariato di Lari.

Territorio dell'ex comune di Lorenzana all'interno della provincia di Pisa.

Il territorio di Lorenzana restò smembrato dalla giurisdizione civile e criminale di Lari all'epoca della creazione del Capitanato nuovo di Livorno (1606), cui venne riunito il distretto di questa comunità. Fu quindi nel 1722 nuovamente distaccato dalla giurisdizione di Livorno, allorché il Granduca Cosimo III de' Medici, con rescritto del 9 maggio di quell'anno, eresse Lorenzana a feudo granducale, con titolo di contea, a favore del nobile fiorentino Francesco Lorenzi e dei suoi figli discendenti maschi. Tale atto fu sancito nel comune di Tremoleto, all'interno del palazzo di Roncione, palazzo che servì poi di residenza al vicario del conte feudatario.
La contea si estendeva sui borghi e le località di Tremoleto, sede del vicario feudale, Vicchio, Colle Alberti, la Valle del Tani fino al Rio Gagliano, Poggio al Fico, la Tora fino a monte della Toraglia, Poggio alle Talpe, Collinella, Cerreta, Botro Fruscello e Corneta. Nel 1783 il discendente Francesco Orlando Lorenzi, in assenza di eredi maschi, restituisce il feudo alla Corona che poco dopo lo eresse in comunità autonoma.
Nel 1846 rientrò nella zona colpita dal terremoto di Orciano e riportò vari danni.
Ai Greppioli, presso Lorenzana, il grande naturalista, agronomo, paleontologo e patriota federalista Roberto Lawley ebbe a ritrovare il primo esemplare di una specie di delfino estinto: l'Etruridelphis giulii, battezzato proprio in omaggio ai Conti Giuli, feudatari di Lorenzana.

### Simboli
Lo stemma e il gonfalone del Comune di Lorenzana erano stati concessi con decreto del presidente della Repubblica del 6 febbraio 1985.
La fascia con la linea di contorno merlata ricorda il profilo del castello edificato sulla vetta del colle che domina il paese. La corona d'alloro (o lauro) è un'arma parlante che richiama l'antico toponimo Laurentiana.
Il gonfalone era costituito da un drappo troncato di bianco e di giallo ornato di ricami d'argento e caricato dello stemma comunale con l'iscrizione centrata in argento: Comune di Lorenzana.
Il giallo ha sostituito il colore amaranto che in principio era stato erroneamente indicato dal sindaco Lorenzetti Lio, in carica dal 1980 al 1985, a chi doveva confezionare lo stendardo.

## Monumenti e luoghi d'interesse

### Architetture religiose
- Chiesa dei Santi Bartolomeo e Cristoforo

### Architetture civili
- Palazzo Lorenzi
- Villa Giuli
- Villa Sforni

## Società

### Evoluzione demografica
Sono qui riportati gli abitanti del comune di Lorenzana dal 1861 al 2011; l'ente comprendeva, oltre alla frazione capoluogo, anche quelle di Laura e Tremoleto.
Abitanti censiti; per gli ultimi censimenti si evidenzia in blu la popolazione residente nel centro abitato di Lorenzana, in verde quella residente nei vecchi confini comunali.

## Cultura

### Eventi
- Il Borgo dell'Arte (ultimo w.e. di giugno)
- Festa degli Aquiloni (luglio)
- Fiera in piazza di San Bartolomeo (25 agosto)
- I Vicoli del Terrore (Halloween 31 ottobre)

## Amministrazione
Di seguito è presentata una tabella relativa alle amministrazioni che si sono succedute in questo comune.
| Periodo        | Periodo          | Primo cittadino  | Partito                                                        | Carica  | Note   |
| -------------- | ---------------- | ---------------- | -------------------------------------------------------------- | ------- | ------ |
| 21 giugno 1985 | 27 giugno 1990   | Marzio Volpi     | Partito Comunista Italiano                                     | Sindaco | [ 11 ] |
| 27 giugno 1990 | 24 aprile 1995   | Marzio Volpi     | Partito Democratico della Sinistra, Partito Comunista Italiano | Sindaco | [ 11 ] |
| 24 aprile 1995 | 14 giugno 1999   | Marzio Volpi     | Partito Democratico della Sinistra                             | Sindaco | [ 11 ] |
| 14 giugno 1999 | 14 giugno 2004   | Marzio Volpi     | Democratici di Sinistra                                        | Sindaco | [ 11 ] |
| 14 giugno 2004 | 8 giugno 2009    | Giuseppe Pepi    | centro-sinistra                                                | Sindaco | [ 11 ] |
| 8 giugno 2009  | 31 dicembre 2013 | Gianluca Catarzi | lista civica                                                   | Sindaco | [ 11 ] |